# 율리우스 바그너 야우레크
율리우스 바그너 야우레크(Julius Wagner-Jauregg 본명 (1883년 이후 : Julius Wagner Ritter von Jauregg, 1857년 3월 7일 벨스 - 1940년 9월 27일 비엔나)는 오스트리아의 의사이다. 매독에 걸린 환자에게 말라리아 환자의 피를 주입하는 방법을 사용하여 치료하는 방법을 발견했다. 1950년에 발행된 500 오스트리아 실링 지폐에 초상이 사용되고 있다.

## 경력
바그너 야우레크는 1874년부터 1880년까지 비엔나 대학에서 잘로몬 슈트리커 등과 함께 의학을 공부하고 1880년에 박사 학위를 취득했다. 원래 전공은 신경 병리학이 아니었지만 1883년부터 1887년까지 막시밀리안 라이데스도르프와 함께 정신과 의원에서 일했다. 1889년 그라츠 대학의 유명한 리하르트 폰 크라프트에빙의 뒤를 이어 갑상선종, 크레틴병, 요오드 등의 연구를 시작했다. 1893년 그는 정신 의학 및 신경 병리학 교수가 되고, 테오도르 메이너드의 후임으로 비엔나의 신경 의학 클리닉의 책임자가 되었다. 10년 후 1902년 바그너 야우레크 중앙 병원 정신과 전임, 1911년에 원래의 직장으로 돌아왔다.
바그너 야우레크는 발열을 수반하는 정신 질환의 치료에 평생을 바쳤다. 1887년부터 그는 1890년에 로버트 코흐가 단독으로 발견한 투베르쿨린의 발열성 정신 질환에 대한 효과에 대한 연구를 시작했다. 이러한 치료는 잘되지 않았지만, 1917년에는 말라리아 기생충을 사용하면 신경 매독에 의한 마비성 치매에 효과가 있음을 알았다. (그러나 이 치료는 위험이 크기 때문에 항생제가 대중적인 현재에는 행해지고 있지 않다). 이 발견으로 그는 1927년 노벨 생리학·의학상을 수상했다. 1931년에는 저서 Verhütung und Behandlung der progressiven Paralyse durch Impfmalaria 을 집필했다. 바그너 야우레크는 1928년에 퇴임 한 후, 1940년 9월 27일에 사망 할 때까지 정력적으로 일했다.

## 같이 보기
- 빌헬름 라이히

## 참조
- Adolf Wagner von Jauregg
- Julius Wagner-Jauregg, Leopold Schönbauer, Marlene Jantsch "Julius Wagner-Jauregg: Lebenserinnerungen"